# Kimpinen
Kimpinen est le quartier numéro 7 et une zone statistique de Lappeenranta en Finlande,.

## Présentation
Le quartier est en bordure du lac Saimaa,.
Les bâtiments de l'ancien presbytère accueillent de nos jours la galerie Pihatto,.
Dans le quartier se trouvent aussi le centre sportif de Kimpinen, le centre de loisirs de Myllysaari, l'hôpital central de Carelie du Sud, et le terrain de golf de Kahilanniemi,.